# Acacia bursaria
Acacia bursaria é uma espécie de leguminosa do gênero Acacia, pertencente à família Fabaceae.